# Опустиняване
Опустиняването (също дезертификация) е вид деградация на земята, при която един относително сух регион става все по-сух, обикновено губейки водните си басейни, флората и фауната. Причинява се от множество фактори, като промяна на климата или прекомерната експлоатация на почвата чрез човешките дейности. Когато пустини се появяват по време на естествения ход на жизнения цикъл на планетата, тогава може да се каже, че това е естествен феномен. Обаче, когато пустини се появяват поради неограничено и неконтролируемо изчерпване на хранителните вещества от почвата, които са жизнено необходими, за да остане тя обработваема, тогава може да се говори за виртуална „смърт на почвата“, причината за което се корени в човешката прекомерна експлоатация. Опустиняването е значителен глобален екологичен проблем.

## Определения
Съществуват значителни противоречия покрай правилното определение на термина „опустиняване“, за който Хелмут Гайст (2005) предоставя над 100 формални определения. Най-широко приетото от тях е това на речника на Принстънския университет, който го дефинира като „процес на трансформация на плодородна земя в пустиня, обикновено в резултат на обезлесяване, суша или неподходящо селско стопанство“.
Голям принос към противоречията има групирането на видовете опустиняване. От беглия изглед на „изкуствена пустиня“ до по-широкия, но по-разфокусиран изглед на „необичайна пустиня“.
Най-ранната известна дискусия на темата възниква скоро след френската колонизация на Западна Африка, когато Комитетът на прочуванията упълномощава прочуване върху „прогресивното засушаване“, за да изследва праисторическото разширяване на Сахара.

## История
Най-забележителните пустини в света са били образувани от естествени процеси на взаимодействие през дълги интервали от време. По време на повечето от тях пустините се разрастват и смалят независимо от човешката дейност. Палеопустините са големи ергове, които днес са неактивни, защото са стабилизирани от растителност, като някои от тях се разпростират отвъд границите на пустините.
Опустиняването играе значителна роля в човешката история, допринасяйки към колапса на няколко големи империи като Картаген, Гърция и Римската империя, както и причинявайки преместване на местни популации. Историческите доказателства сочат, че сериозното и широко влошаване на замята, възникнало преди няколко века в сухите региони, е имало три епицентъра: Средиземноморието, Месопотамия и Льосовото плато в Китай, където населението е било гъсто.

## Засегнати райони
Засушените райони заемат приблизително 40 – 41% от сушата на Земята и са дом на над 2 милиарда души. Оценено е, че около 10 – 20% от засушените райони са деградирани, а общата площ, засегната от опустиняване е между 6 и 12 млн. km2, където живее около 1 – 6% от населението на засушените райони, като около 1 милиард души са под заплаха от по-нататъшно опустиняване.
Към 1998 г. степента на южното разрастване на Сахара не е добре позната, поради липсата на измервания в Сахел по това време.
Въздействието на глобалното затопляне и човешките дейности са представени в Сахел. В този регион нивото на опустиняване е много високо, сравнено с други региони на света. Всички зони, разположени в източната част на Африка се характеризират със сух климат, горещи температури и малко валежи (300 – 750 mm годишно). Следователно, засушаванията са правило в Сахел. Някои изследвания сочат, че Африка е загубила приблизително 650 000 km2 от продуктивната си селскостопанска земя през последните 50 години. Разпространението на опустиняването в този регион е значително.
Някои статистики показват, че след 1900 г. Сахара се е увеличила с 250 km на юг, покривайки допълнителна площ от 6000 km2. Проучването демонстрира, че това означава, че сушата се разпростира бързо в страните от Сахел. Опустиняването в Сахел може да засегне над 1 милиард души. 70% от сухия район се е влошил, а източниците на вода са изчезнали, водейки то деградация на почвата. Загубата на горния пласт на почвата означава, че растения не могат да пуснат здраво корен и могат да бъдат изтръгнати от воден поток или силен вятър.
Конвенцията на ООН твърди, че на около 6 милиона жители на Сахел ще им се наложи да напуснат опустинелите зони на между 1997 г. и 2020 г.
Друг голям регион, засегнат от опустиняване е пустинята Гоби. Към днешно време, пустинята Гоби е най-бързо движещата се пустиня на Земята. Според някои изследователи, Гоби поглъща над 2000 km2 земя годишно. Това движение е унищожило много села по своя път. Към настоящия момент пустинята Гоби се е разширила до такава степен, че цялата площ на Хърватия би се вместила в нея. Това предизвиква голям проблем за хората в Китай. В скоро време те ще трябва да се справят с пустинята, която се приближава. Въпреки че Гоби е далече от Пекин, доклади от полеви прочувания сочат, че се образуват големи пясъчна дюни едва на 70 km от града.

## Растителна структура
Докато опустиняването се състои, пейзажът може да прогресира през различни етапи и постоянно да се променя визуално. На постепенно наклонен терен, опустиняването може да създаде големи празни пространства над голяма ивица земя – феномен познат като „тигров буш“. Математически модел на този феномен, предложен от К. Клаусмайер, приписва този модел на динамика във взаимодействието растение-вода. Едно последствие на това наблюдение предполага оптимална стратегия за сеене в селското стопанство в сухи среди.

## Причини
Непосредствената причина е загубата на повечето растителност. Това се задвижва от редица фактори, сами или в комбинация, като засушаване, климатични промени, селскостопанско обработване, прекомерна паша и обезлесяване за горива или строителни материали. Растителността играе голяма роля в определянето на биологичния състав на почвата. Изследвания показват, че в много среди скоростта на ерозия и оттичане намалява експоненциално с увеличаване на растителното покритие. Незащитената и суха почва се раздухва от вятъра или се измива от поройни наводнения, оставяйки неплодородни почвени слоеве, които се пекат на Слънце и стават непродуктивни.

## Бедност
Поне 90% от жителите на засушените земи живеят в развиващи се страни, където те също страдат от слаби икономически и социални условия. Тази ситуация се изостря от деградацията на земята, защото намаляването на продуктивността, несигурността на условията на живот и трудностите при достъпа на ресурси и възможности.
Образува се порочен кръг в много неразвити страни от прекомерната паша, изтощаването на земята и прекаленото разделяне на подпочвените води в много от маргинално продуктивните световни региони, поради натиска на свръхнаселението да се експлоатират маргиналните засушени земи за селско стопанство. Хората, взимащи решения, разбираемо не са склонни да инвестират в сухи райони с малък потенциал. Това отсъствие на инвестиции допринася за маргинализацията на такива зони. Когато неблагоприятните агро-климатични условия се комбинират с отсъствието на инфраструктура и достъп до пазари, както и слабо адаптирани производствени техники и недохранено и необразовано общество, повечето такива зони са изключени от развитие.
Опустиняването често предизвиква селскостопанските земи да станат неспособни да поддържат популации с един и същ размер, които и преди са живели на същата територия. Това води до масови миграции от селските райони към градските такива, особено в Африка. Тези миграции в градовете често водят до голям брой безработни хора, които накрая се оказват живеещи в бедни квартали или гета.

## Противодействие и превенция
Техники и противодействия съществуват за смекчаване или обръщане на ефектите на опустиняване и някои притежават различни нива на трудност. За някои има многобройни бариери за имплементация. За други, решението може да просто да изисква упражнението на човешки разум.
Едно от по-малко трудните решения, които са предложени, колко и противоречиво да е, е да се установи максимална граница на растежа на населението, като това се превърне в намаляване на населението, така че всяка година постепенно да има все по-малко и по-малко хора, които да се нуждаят от изтощаването на земята за отглеждане на храна.
Една предложена бариера е, че цената на приемането на устойчиви селскостопански практики понякога надхвърля ползите за индивидуалните земеделци, дори когато те са социално и екологично благоприятни. Друг проблем е липсата на политическа воля и липсата на финансиране, за да се поддържа възвръщането на земята и програмите срещу опустиняване.
Опустиняването се счита за голяма заплаха за биоразнообразието. Някои държави се развили биоразнообразни планове за действие, за да се противопоставят на ефектите му, особено във връзка със защитаването на застрашената флора и фауна.
Залесяването се добира до една от основните причини за опустиняване и не е просто лекуване на симптомите. Екологични организации работят на места, където обезлесяването и опустиняването допринасят за изключителна бедност. Там те се фокусиран основно върху образоването на местното население относно опасностите на обезлесяването и понякога им дават работа да отглеждат разсад, който преместват към сериозно обезлесени райони по време на дъждовния сезон. Организацията по прехрана и земеделие започва инициатива за възстановяване през 2012 г. с цел да се привлече знание и опит във възстановяването на засушени райони. През 2015 г. организацията публикува глобални насоки за възстановяването на деградирани гори и засушени пейзажи.
Към момента един от големите методи, които са се оказали успешни в борбата срещу опустиняването е така наречената Зелена китайска стена. Тази стена е много по-голяма и мащабна версия на това, което американските земеделци правят през 1930-те години, за да спрат големите пясъчни бури в Средния запад. Този план е предложен в края на 1970-те години и се е превърнал в голям екологичен инженерен проект, който не се очаква да бъде завършен преди 2055 г. Според китайски доклади, близо 66 милиарда дървета са били засадени в Зелената китайска стена.
Техниките се фокусират в два аспекта: доставяне на вода и укпреване/торене на почвата.
Укрепването на почвата често се прави чрез лесополоси. Те се правят от дървета и храсти, които намалят ерозията на почвата и евапотранспирацията. Те са широко насърчавани от агенциите по развитие от средата на 1980-те години в Сахел.
Някои почви (като глината), поради липса на вода, могат да станат консилидирани, вместо порести. Някои техники като оран могат да бъдат използвани, за да позволят засаждането на култури.
Друга полезна техника включва прокопаването на 150 m дълги и 1 m дълбоки окопи в почвата. Окопите се правят успоредно на височинните линии на терена, предотвратявайки потичане на вода от окопите, което би предизвикало ерозия. Каменни стени се поставят около окопите, за да предотвратят затваряне на окопите.
Торенето на почвата и възстановяването на плодородността често се прави чрез растения. Сред тях, зеленчуци, които извличат азот от въздуха и го фиксират в почвата, и култури/дървета като ечемик, боб и фурми са най-важни. Пясъчни стени също могат да бъдат използвани, за да се контролира носенето на почвата и ерозията.
Някои изследователски центрове експериментират с ваксинацията на дървета с микоризи в сухите региони. Микоризите са гъби, прикрепени към корените на дървета. По този начин те създават симбиоза с дърветата, увеличавайки площта на корените им, което от своя страна им позволява да черпят повече хранителни вещества от почвата.

### Управляване на паша
Възстановените тревни площи съхраняват CO2 от въздуха в растителен материал. Пасящият добитък, който не е оставен да скита, би изял тревата и би намалил тревния растеж, докато тревата сама по себе си в края на краищата би пораснала дотолкова, че да покрие собствените си пъпки на растежа, предотвратявайки ги да фотосинтезират и убивайки растението. Предложен метод за възстановяване на тревните площи използва огради с много малки полета и местещи се стада от едно поле на друго след ден или два, с цел да се подражава на естествена паша и позволявайки на тревата да расте оптимално. Според някои учени, обаче, праисторически земи, използвани за издържането на големи стада и зони, където стадата са били премахнати в САЩ, все още опустиняват.